# دریاچه چیتگر
دریاچهٔ چیتگر که با نام دریاچه شهدای خلیج فارس نیز شناخته می‌شود، دریاچه‌ای مصنوعی است که در غرب تهران و منطقهٔ ۲۲ شهرداری تهران واقع شده است. مساحت این دریاچه ۱۳۰ هکتار است و در مجاورت آن ۱۲۰ هکتار مجموعهٔ تفریحی نیز در پهنهٔ خشکی ایجاد شده است. دریاچهٔ چیتگر در شمال بوستان جنگلی چیتگر قرار گرفته و جنوب دریاچه به بزرگراه شهید همدانی، شمال آن به بزرگراه همت، شرق آن به بزرگراه آزادگان می‌رسد و از غرب به بافت مسکونی منطقهٔ ۲۲ شهرداری تهران محدود است. منبع تأمین آب دریاچه رودخانهٔ کن می‌باشد و به واسطهٔ سیکل بسته و ایزولهٔ سامانهٔ انتقال آب آن هیچ‌گونه آب دیگری وارد سیلاب‌های فصلی و همچنین تغذیهٔ سفره‌های آب زیرزمینی نمی‌شود.

## تاریخچه

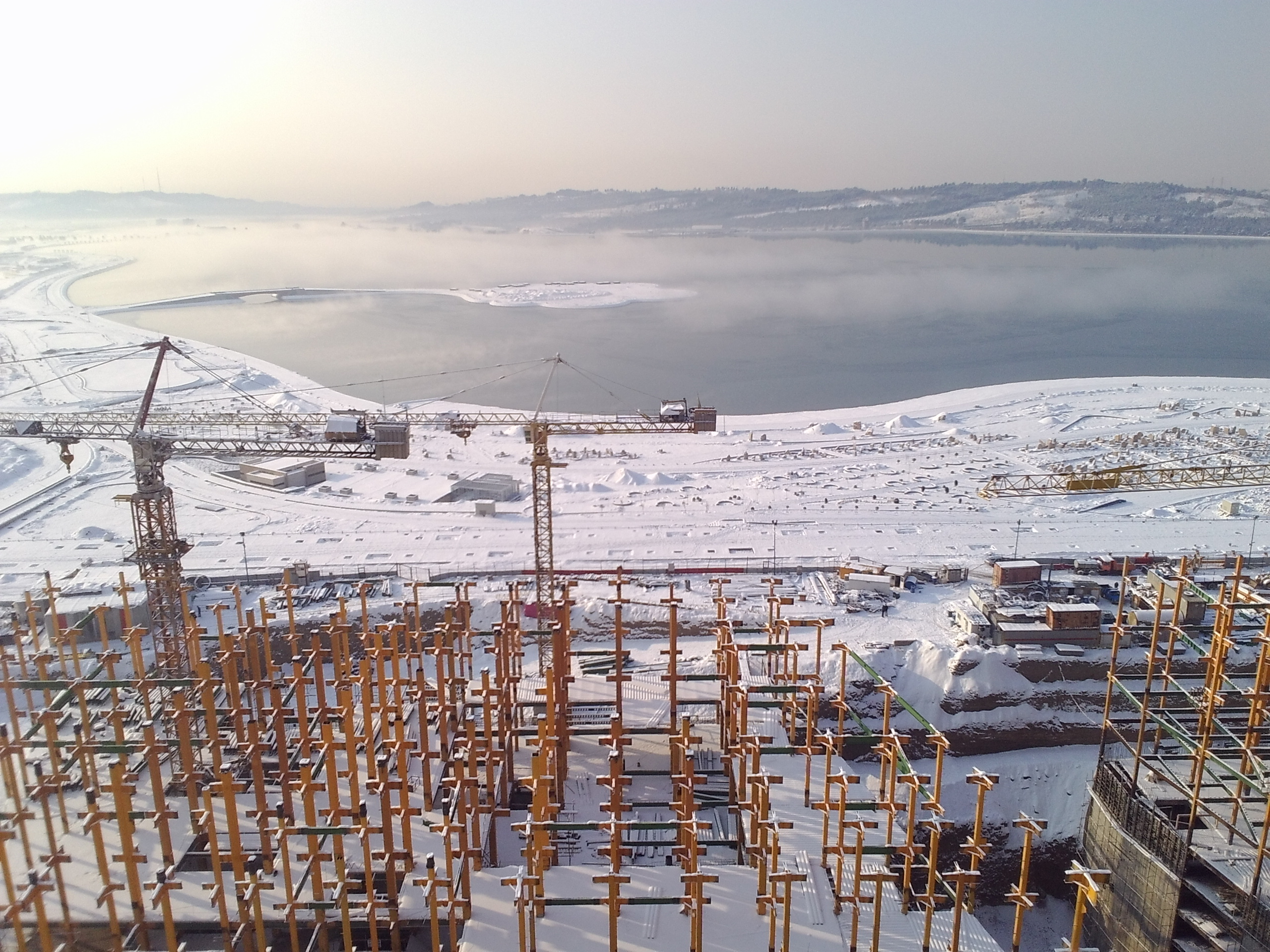
دریاچهٔ چیتگر در یک روز برفی؛ زمستان ۱۳۹۲

سابقهٔ طرح ساخت این دریاچه به تدوین نخستین طرح جامع شهر تهران در سال ۱۳۴۷ بازمی‌گردد که در آن ساخت دریاچه‌ای در غرب شهر تهران پیش‌بینی شده بود ولی ساخت این دریاچه به دلیل محدودیت‌های فنی و بودجه‌ای تا سال‌ها مسکوت ماند. سرانجام در پیش‌زمینهٔ مطالعاتی، از سال ۱۳۸۲ تا ۱۳۸۹، مطالعات جزئی و دقیقی در مقاطع مختلف از سوی مشاور صورت گرفت و ابهامات طرح بررسی و تکمیل شد.
ساخت دریاچهٔ چیتگر از طریق حوزهٔ معاونت فنی و عمرانی شهرداری تهران به سازمان مهندسی و عمران شهر تهران واگذار شد. به واسطهٔ خاص بودن نوع پروژه (سازهٔ آبی) لازم بود تا از شرکت‌های متخصص در این زمینه بهره گرفته شود. در مهرماه سال ۱۳۸۹ عملیات اجرایی پهنهٔ آبگیر و از تیرماه سال ۱۳۹۱ عملیات اجرایی دریاچه مصنوعی آغاز شد. فاز اول پروژهٔ دریاچه با نام دریاچهٔ چیتگر در تاریخ ۱۵ اردیبهشت ۱۳۹۲ افتتاح شد. پس از اتمام فاز اول، ساخت فاز دوم طرح به مساحت ۱۴۰ هکتار در جنوب بزرگراه شهید همدانی (در ادامهٔ بزرگراه رسالت و شهید حکیم) شامل تونل شهدای غزه (ادامهٔ بزرگراه شهید همدانی) و جزایر آبی (ابوموسی و تنب بزرگ و کوچک)، محور چهار باغ، پارک آبی و مونوریل در دستور کار شهرداری قراردارد.
اراضی موسوم به «چیتگر»، حدود ۵۱۱ هکتار است. مالکیت این اراضی پیش از انقلاب متعلق به ارتش بوده است. زمانی که طرح این مسئله در منطقهٔ ۲۲ تصویب شد، حدود ۳۵۰ هکتار از این زمین‌ها در قالب طرح ۳۰–۷۰ به شهرداری تهران واگذار شد که یک بخش از این ۳۵۰ هکتار، شبکهٔ معابر، بخشی دیگر، فضای سبز و بخشی مجموعه هزار و یک شهری است.

## مشخصات فنی

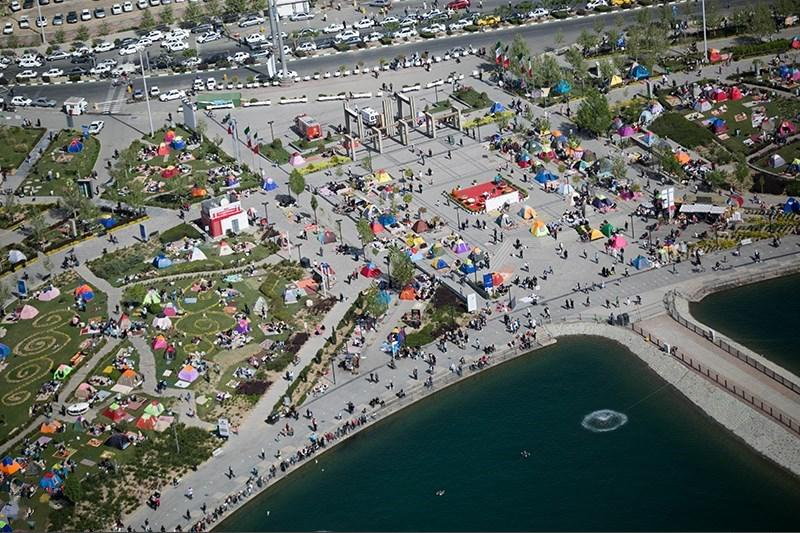
عکس هوایی از سیزده‌بدر دریاچه چیتگر تهران

- وسعت کل مجموعه در حدود ۸۰۰ هکتار است که ۱۳۰ هکتار آن پهنهٔ آبگیر (دریاچه) و مابقی پهنهٔ ساحلی است. تراز تاج دایک دریاچه ۱۲۶۸٫۵ متر از سطح دریا می‌باشد و تراز حداکثر آب دریاچه ۱۲۶۷٫۵ می‌باشد. آبگیری دریاچه در فصول پرآبی رودخانهٔ کن از ابتدای دی‌ماه تا پایان فروردین انجام می‌شود.[۶]
- حجم دریاچهٔ پشت سد نیز در حدود ۶٫۹ میلیون متر مکعب برآورد می‌گردد.
- طول تاج سد دریاچه ۷۳۰ متر و عرض آن ۱۲ متر، محیط دایک ساحلی پیرامون دریاچه ۴٬۸۰۰ متر و قطر دریاچه ۱٬۸۰۰ متر می‌باشد.[۱]
- عمق دریاچه در کناره‌ها بین یک‌ونیم تا دومتر است، اما در اواسط دریاچه به ۹٫۵ متر می‌رسد.[۷]

## امکانات تفریحی

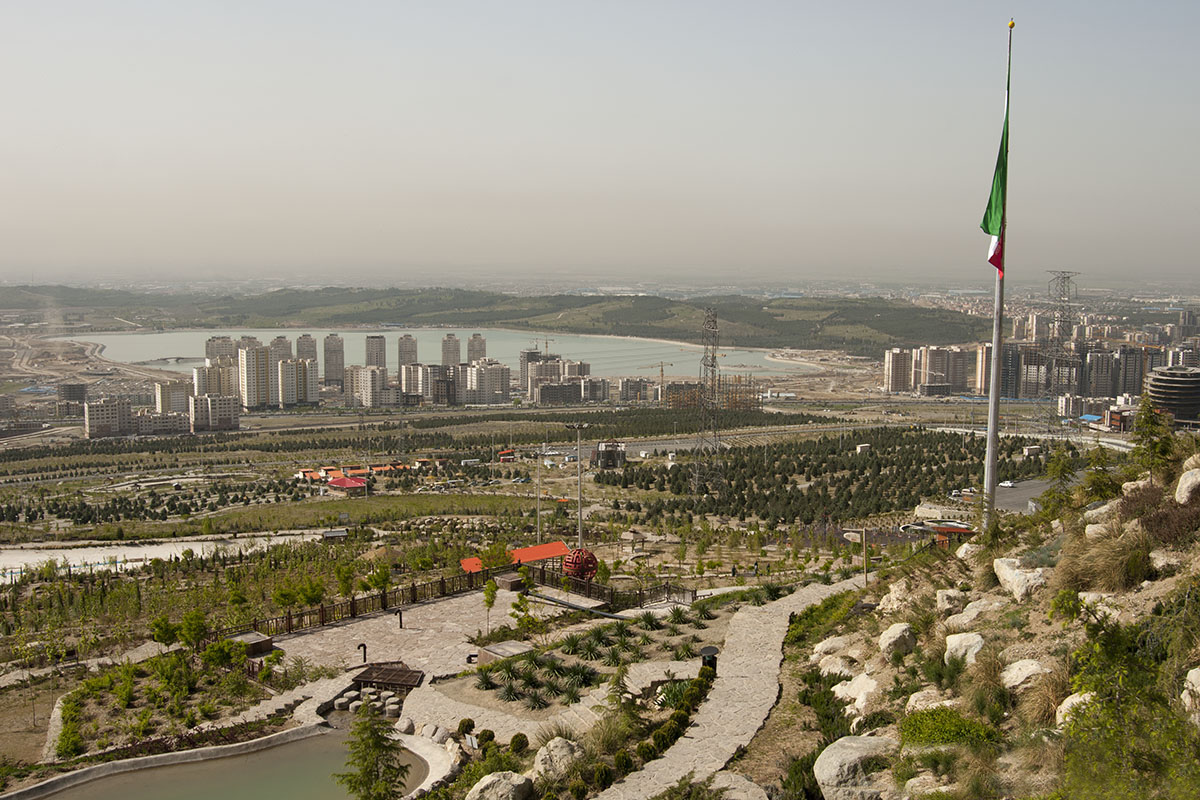
نمای دریاچه چیتگر از بلندی‌های شمالی (آبشار تهران)

- محیطی برای گردشگران منطقه‌ای و فرامنطقه‌ای[۱]
- چشم‌انداز با توجه به عناصر عملکردی درونی و بیرونی دریاچه[۱]
- جزایر تفریحی، جزایر حیات وحش، جزایر آموزشی، اسکله قایقرانی، پارک آبی، باشگاه ورزش‌های آبی، اسکله تفریحی، امکانات خدماتی رفاهی، شهربازی و امکانات اقامتی از جمله امکانات تفریحی این مجموعه می‌باشد.[۳]
- این مجموعه به دلیل مجاورت با پارک جنگلی چیتگر، پارک جنگلی لتمال کن، پارک جنگلی کوهسار، پارک ارم، محور چهار باغ، مجموعه ورزشی آزادی، شهر بازی هزار و یک شهر، پردیس اسب سواری، بوستان آبشار تهران و بوستان کوهستانی ایثار (تپه نورالشهدا در بالای شهرک شهید باقری و شمال بزرگراه شهید خرازی) و روددره کن (بوستان جوانمردان) قابلیت مناسبی برای برطرف سازی نیازهای تفریحی - گردشگری شهروندان تهرانی دارد.[۱]

همچنین از امکانات این مجموعه می‌توان به ساحل سنگی اشاره کرد که فضایی را برای شهروندان فراهم کرده است. این ساحل سنگی در بخش شمالی دریاچه مشاهده می‌شود و می‌توانید تا نزدیکی آب بروید.

## تأثیرات زیست‌محیطی

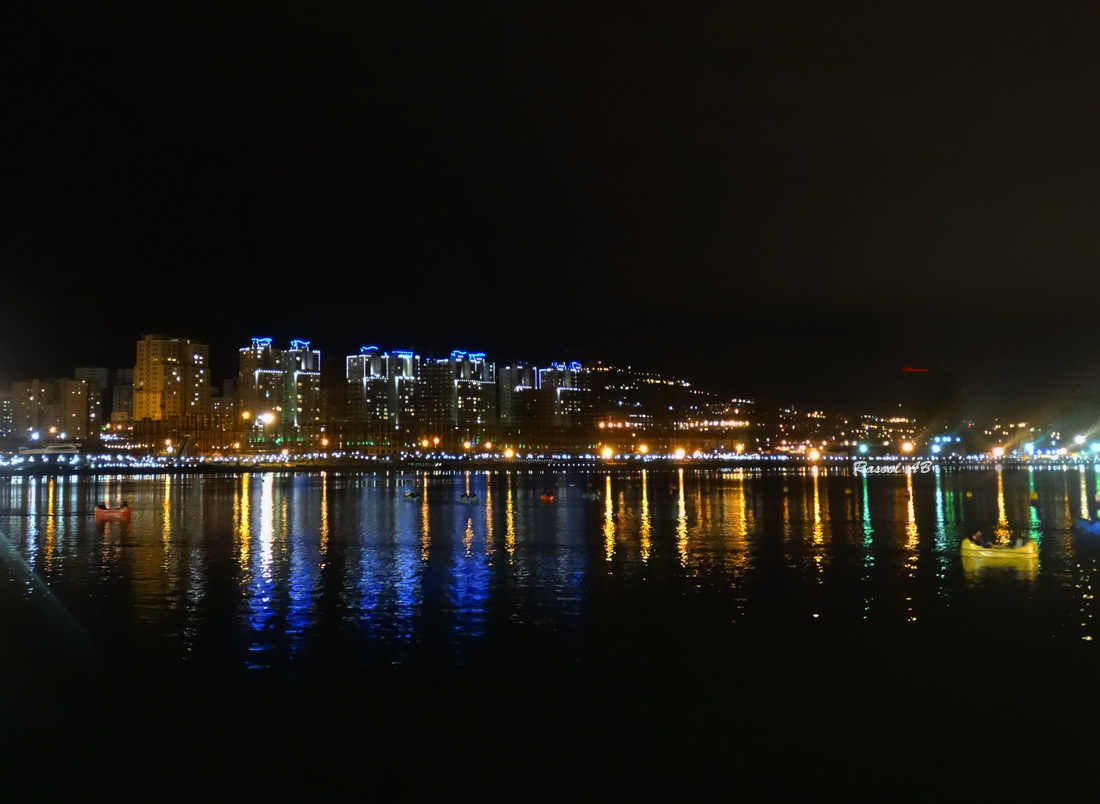
دریاچه چیتگر در شب

- با توجه به موقعیت قرارگیری دریاچه و جهت باد غالب شهر تهران (شمال غرب - جنوب شرق) نقش دریاچه چیتگر در نفس‌گیری تلطیف هوا و بالا بردن رطوبت شهر تهران خصوصاً در منطقه غرب آن حائز اهمیت است.
- تأثیرات مثبت در جهت ارتقاء شرایط زیست‌محیطی و اقلیمی منطقه
- اسکان پرندگان مهاجر و کمیاب در این دریاچه[۹]

## اهداف شکل‌گیری دریاچه
- بالا بردن توان اکولوژیکی منطقه از طریق ایجاد و ارتقاء قابلیت‌های تفریحی تفرجی
- جلب گردشگر و سرمایه‌گذاری بخش خصوصی و ایجاد اشتغال و …
- کمک به رشد و توسعه اقتصادی
- امکان کاهش خطرات ناشی از طریق هدایت رواناب‌های سطحی بر دریاچه
- تلطیف هوای منطقه ۲۲، حوزه غرب و شهر

## مزیت‌های اقتصادی-اجتماعی
- ایجاد محیطی سالم جهت پر کردن اوقات فراغت
- اشتغالزایی حاصل از خدمات جنبی
- درآمدزایی ناشی از رونق صنعت توریسم
- ایجاد ارزش افزوده منطقه به خصوص در کاربری‌های اطراف دریاچه[۱]

## حادثه سقوط بالگرد در دریاچه
در حوالی ظهر روز سه شنبه ۱۶ آذر ۱۳۹۵، یک فروند بالگرد شرکت پن‌ها (پشتیبانی و نوسازی بالگردهای ایران) در دریاچه سقوط کرد و باعث کشته شدن دو تن و همچنین زخمی شدن شش تن شد.

## مترو
ایستگاه متروی دریاچه شهدای خلیج پارس (چیتگر) به عنوان یکی از ایستگاه‌های خط ۱۰ متروی تهران در شمال دریاچه در دست ساخت است.